# Нестеренко Володимир Павлович
Володимир Павлович Нестере́нко (2 серпня 1926, Астрахань, РРФСР, СРСР — 30 квітня 2009, Житомир, Україна) — український театральний актор. Народний артист Української РСР (1987).

## Біографія
Народився 2 серпня 1926 року в місті Астрахані (тепер Росія). З 1950 року працював в Житомирському українському-музично драматичному театрі.
Помер в кінці квітня 2009 року.

## Ролі
Зіграв більше ста ролей, зокрема:
- Стецько («Сватання на Гончарівці» Григорія Квітки-Основ'яненка),
- Попандопуло («Весілля в Малинівці» Леоніда Юхвіда);
- Онисько («Фараони» Олексія Коломійця).
- Солопій Черевик («Сорочинський ярмарок»);
- Писар («Майській ночі»).

## Відзнаки
- Нагороджений орденом Вітчизняної війни ІІ ступеня (6 квітня 1985)[2];
- Народний артист УРСР з 1987 року.